# Postmodernismus (literatura)

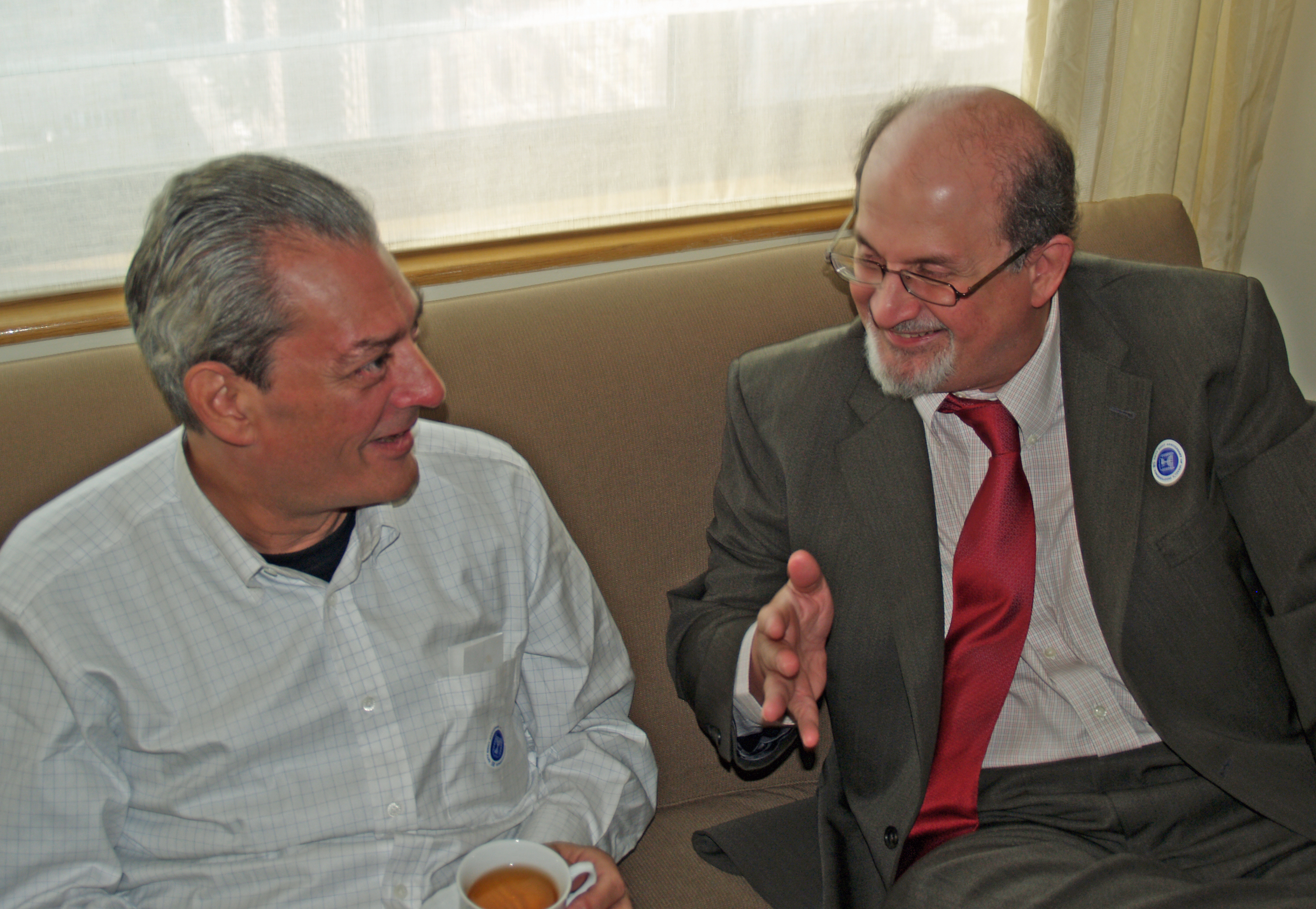
Americký spisovatel Paul Auster (vlevo) a britský autor Salman Rushdie (vpravo), dva významní představitelé postmodernismu v literatuře; autorem fotografie z roku 2008 je David Shankbone

Literární postmodernismus je literární směr zahrnující díla napsaná v druhé polovině 20. století a ve 21. století v souladu s idejemi a východisky postmodernismu. Mezi charakteristické znaky postmoderní literatury patří skepse vůči hodnotovým systémům a hierarchii, společenské úloze literatury a její možnosti odrážet realitu; na druhé straně pak otevřenost k jazykovému i vypravěčskému experimentu, často hravému, ale současně i k informovanému a ironizujícímu využívaní starších témat, stylů a vypravěčských postupů, mnohdy v nečekaných kombinacích. Obvyklá je rovněž fragmentárnost, rozbití časové souslednosti, nespolehlivý vypravěč, metafikční odkazy, tematizace znakovosti, textovosti a intertextovosti díla či samotného aktu psaní. Někteří tvůrci spojují postupy umělecké literatury (beletrie) s podněty z původně popkulturní sféry (detektivka, western, sci-fi), díla mnohdy obsahují fantastické prvky. Do literatury v postmodernismu vstoupily také nové ideologie, koncepty a problémy, například ekologické nebo feministické otázky.
K výrazným představitelům postmoderny ve světovém písemnictví patřili Umberto Eco a Italo Calvino v Itálii, Georges Perec ve Francii, Günter Grass v Německu, Peter Handke v Rakousku, Salman Rushdie jako reprezentant indicko-britské literatury a John Maxwell Coetzee původem z Jihoafrické republiky. Množství úspěšných autorů se objevilo v zemích Latinské Ameriky – Mario Vargas Llosa v Peru, Gabriel García Márquez v Kolumbii, Jorge Luis Borges v Argentině. Ve Spojených státech amerických dosáhli největšího úspěchu Kurt Vonnegut, Thomas Pynchon, Edgar Lawrence Doctorow, Richard Brautigan a William Burroughs. Českou postmoderní literaturu reprezentoval především Milan Kundera, kromě něj se prosadili například Michal Ajvaz, Jáchym Topol, Daniela Hodrová či Jiří Kratochvil.

## Časové vymezení
Postmodernismus vstoupil do literatury v období po druhé světové válce, v souvislosti se snahou kultury vyrovnat se s vědomím proběhlého holocaustu, atmosférou studené války a rozpadem evropských koloniálních panství. Spíše výjimečně však bývají k postmoderně řazena literární díla 40. a první poloviny 50. let, většina literárních vědců, například Marianne DeKoven, datuje jeho nástup do „dlouhých šedesátých let“ (1955–1973). Dick Higgins prosazoval jako počátek postmoderní literatury rok 1958. Brian McHale a Len Platt argumentovali pro rok 1966. Dalšími návrhy byly roky 1967 a 1968. Fredric Jameson a Andrew McKillen se dokonce přikláněl až k roku 1973, a tento rok, ač významný, je spíše upevněním postmodernismu a začátkem jeho vrcholné fáze. Do období mezi lety 1973 a 1991 spadá publikace ikonických postmoderních děl jako Jméno růže (1980), Děti půlnoci (1981), Když jedné zimní noci cestující (1979) a Život návod k použití (1978). Pocity, s nimiž se v těchto dekádách museli spisovatelé nově vyrovnávat, vyjádřila již v počátcích postmoderního písemnictví esej Philipa Rotha Jak se píše americká próza (Writing American Fiction, 1961), v níž zaznělo, že denní zprávy jsou absurdnější než cokoliv, co by mohlo vylíčit dílo literární fikce.
Kolem roku 1990 se začaly ozývat hlasy, že literární postmodernismus se nachází v poslední fázi svého vývoje, popřípadě, že již skončil. K významným badatelům, kteří vyšli z tohoto pojetí, patřili Malcolm Bradbury a Richard Ruland – své dějiny americké literatury pojmenovali Od puritanismu k postmodernismu (1991). Pro literaturu od 90. let 20. století se pak někdy používá pojem postpostmodernismus (zkráceně post-pomo). Obvykle se však spojení postmoderní literatura uplatňuje i pro texty z prvních dekád 21. století, kdy postmoderna, ač vnímaná jako směr nacházející se za svým zenitem, začala dosahovat širší čtenářského i kritického ocenění.

## Vztah k modernismu
V mnoha bodech postmodernismus na modernismus navazuje, v četných jiných ohledech se od něj však odvrací a proti jeho hodnotám otevřeně revoltuje. Návaznost lze vysledovat především v pokračující a prohlubující se skepsi vůči možnostem lidského poznání, uměleckého napodobení skutečnosti a jazykového vyjádření zkušenosti s ní. Podobně jako moderní tvorba se také postmodernismus vyhraňuje proti osvícenskému pojetí světa. Kromě toho literární modernismus experimentoval s mnoha postupy, jež později začaly být chápany jako určující znaky postmoderny – prvky jako fragmentárnost, rozbití času vyprávění nebo práce s pastišizací lze nalézt u modernistických autorů, například Jamese Joyce, Virginie Woolfové nebo Marcela Prousta.
Postmoderní tvůrcové však vycházejí z jiných pohnutek. Zatímco modernisté se svými experimenty často snažili ochránit kulturní hodnoty ve světě dramatických změn na přelomu 19. a 20. století a svým psaním postihnout jejich smysl, postmoderní spisovatelé na tyto snahy již rezignovali. Vytvoření jednoznačného řádu pro ně není možné, jelikož svět se skládá z různorodých jednotlivostí a nekonečných znaků bez významů; veškeré uspořádání je pro postmodernisty podnětem k jeho rozkladu, subverzi, dekonstrukci. Výrazným aspektem je proto odvrat od elitního pojetí literární tvorby, typického pro modernismus. Do písemnictví vstoupily také žánry a styly považované dříve za „nízké“ – do hlavního proudu umělecké literatury začala zasahovat jak popkultura, tak vlivy menšin a subkultur.

## Charakteristika

### Odmítání společenské úlohy literatury
Rozmanitost přijímaných pohledů na svět v postmodernismu vede potlačení hierarchizace a hodnocení, což následně ústí až do lhostejnosti, zaměnitelnosti a skepsi vůči velkým hodnotovým systémům minulosti (křesťanství, racionalismus, marxismus) a vůči dříve oblíbeným konceptům jako pravda, skutečnost, subjekt, právo či umění. Tato postmoderní pluralita pohledů vede k negaci tradičních uměleckých postupů, často provokativním či hravě inscenovaným způsobem.
Společným rysem většiny postmoderních textů je antimimetičnost (odmítání mimeze, tedy prostého napodobování skutečnosti), byť s těmito tendencemi se lze setkat již v moderně. Důležitá bývá rovněž nepřítomnost snahy výrazně zasahovat uměním do mimoumělecké oblasti či dokonce agitovat – literární díla nemívají společenský účel, místo toho má jít především o hru a radost z vyprávění. Například Ecovo Jméno růže je sice umístěno do středověku, podle literárních kritiků však nejde o edukativní představování světa minulosti jeho nápodobou, nýbrž o intelektuální hru se sémiotickými znaky a o interpretaci jednotlivých interpretací minulosti.

### Rozbití příběhu, fragmentárnost a otevřenost
Postmoderní pojetí literatury většinou upouští od tradičních příběhů a způsobů vyprávění. Místo nich dává přednost zapojování fantaskních motivů a nepravděpodobných fikcí, popřípadě pracuje s autobiografickými postupy, s důrazem na postavu vypravěče a vyprávění příběhu samotné. Literární díla přitom mnohdy dokonce odkazují samy k sobě a přiznávají svou literárnost. Zatímco literární modernismus se často pokoušel o úplně vyloučení osobnosti autora, postmoderní texty toto rozdělení často naopak zcela ruší a vtahují postavu autora do textu. Do textů vstupují metafikční narážky, potlačení příběhu ve prospěch absurdní a hravé práce s jazykem. Charakteristické je spojování různých literárních žánrů a vytváření žánrů hybridních (například román-esej).

Mapa knihovny-labyrintu z románu Jméno růže ilustruje postmoderní zálibu v mapách, diagramech a šifrách

Výrazným prvkem mnoha postmoderních literárních děl je rozbití časového řádu a souslednosti věcí. S tím může být spojeno také zpochybnění obecně známých historických faktů, například užíváním anachronismů. Ishmael Reed v románu Útěk do Kanady (Flight to Canada, 1976) umisťuje do doby atentátu na Abrahama Lincolna (1865) moderní vynálezy jako telefon či televizi. V jiných textech jsou významné dějinné události ovlivňovány smyšleným příběhem, jako v Ishigurově Soumraku dne (The Remains of the Day, 1989), pojednávajícím o anglickém sluhovi v období před druhou světovou válkou, popřípadě se zcela mísí historie a fantastické představy, jako v románu Země vod (Waterland, 1983) Grahama Swifta. Populárním postupem je využívání reálných historických osobností a jejich zasazování do smyšlených osobností – v románu Doctorowově románu Ragtime (1975) takto vystupuje vícero historických postav, mimo jiné se v něm Sigmund Freud a Carl Gustav Jung společně vydávají do „tunelu lásky“ v zábavním parku na Coney Islandu.
Postmoderní poetika, spojená se skepsí vůči velkým a jednotným příběhům, často vede k rozbití vyprávění na fragmenty a epizody. Tento pohled na psaní vyjádřil kromě jiných také John Hawkes, když napsal, že skutečnými nepřáteli románu jsou zápletka, postava, prostředí a téma. Postmodernismus se proto často snaží tyto základní kameny výstavby příběhu rozbíjet. Autor někdy nabízí více možných konců příběhu, jako John Fowles ve Francouzově milence (1969), v níž je konvenční milostný příběh o skandálu, zasazený do roku 1867, narušen vstupem vypravěče do děje a různými variantami zakončení.
Fragmentace má za cíl zobrazit metafyzicky nepodložený, chaotický vesmír. Může se vyskytovat v jazyce, stavbě vět nebo gramatice. V Z213: Exit, fiktivním deníku řeckého spisovatele Dimitrise Lyacose, jednoho z hlavních představitelů fragmentace v postmoderní literatuře, je převzat téměř telegrafický styl, který z větší části postrádá články a spojky. Extrémnější podobou jsou práce složené z útržků textů bez jednoznačně rozpoznatelné návaznosti, například některá díla Richarda Brautigana nebo Donalda Barthelma. Jiní autoři ponoukají čtenáře, aby jednotlivé kapitoly díla sám seřadil, jako například B. S. Johnson u svého románu Nešťastníci (The Unfortunates, 1969). Někdy dokonce dochází k mísení částí textů s jinými médii, zejména výtvarnými; mohou se uplatňovat nesouvisející ilustrace, citáty, diagramy a jiné grafické prvky, popřípadě experimenty s typografií či designem knihy samotné. Příkladem takového postupu je román Osamělá žena Willieho Masterse (Willie Masters’ Lonesome Wife, 1967) Williama Gasse, vytištěný na papírech ve čtyřech různých barvách.

### Nápodoba a ironizace starších děl
Postmoderní písemnictví se s oblibou obrací do minulosti, k literární tradici, pokouší se ji však nahlížet novým způsobem, podvratně a s ironickým nadhledem. Oblíbeným postmoderním postupem je využití pastiše, tedy nápodoby staršího uměleckého díla. (125) Otevřený a často ironický vztah ke starší literatuře se může projevovat i jinými způsoby zpracovávání zaběhlých kódů a stylů – přímou plagiarizací, parodizací nebo kolážemi.
Tento přístup se někdy pojí s představou, že již není možné vytvářet nové styly psaní a literární světy a veškerá tvorba musí spočívat v kombinacích existujících děl. Autoři proto před snahou o dosažení zcela unikátního postupu dávají otevřeně přednost nečekanému spojení známých prvků. Autoři do svých textů často zapracovávají také žánry a postupy populární literatury – významní tvůrcové tak využili například western, jak učinil mimo jiné Richard Brautigan v románu Hawlinská nestvůra (The Hawkline Monster, 1974), sci-fi, u něhož jsou typickou ukázkou Jatka č. 5 (Slaughterhouse-Five, 1969) Kurta Vonneguta, či detektivní román, jehož půdorys uplatnil Umberto Eco ve Jménu růže (Il nome della rosa, 1980).

### Tematizace úzkostí jedince
Oblíbeným tématem postmoderní literatury jsou úzkostí, zmatek a pocity ztracenosti individua ve složitém světě. Jako jeden z kořenů těchto nálad bývá uváděna situace studené války a s ní související nejistota ohledně budoucnosti a atmosféra podezřívavosti a strachu. To může přecházet až k fascinaci konspiračními teoriemi a paranoiou; jedinec v postmoderním díle někdy vnímá celou společnost jako sobě nepřátelské neviditelné spiknutí. Toto téma zpracovával ve svých textech především Thomas Pynchon, například v Dražbě série 49 (The Crying of Lot 49, 1966), Duze gravitace (Gravity’s Rainbow, 1973) a dalších románech. Variantou tohoto tématu je střet individua s mocenskou institucí – například s uzavřeným oddělením psychiatrické nemocnice v Keseyho románu Vyhoďme ho z kola ven (One Flew Over the Cuckoo’s Nest, 1962) nebo armádou v Hellerově Hlavě XXII (Catch-22, 1962).

### Románové typy postmoderny
Rakouský literární komparatista Peter V. Zima rozlišil čtyři románové typy, jež se v postmoderním písemnictví objevují:
1. Radikální, hravě kritický řečový experiment (Alain Robbe-Grillet, Italo Calvino, Thomas Pynchon, Michel Butor)
2. Čtivý text využívající, byť často ironicky a sebereflexivně, konvenční vyprávěcí vzorce v neorealistickém, neoromantickém, nebo neomodernistickém stylu (Umberto Eco, John Fowles)
3. Dílo spojené s novými utopiemi či ideologiemi (feminismus, ekologie)
4. Text podvracející a revoltující (Thomas Bernhard)

## Postmodernismus v národních literaturách

### Česko

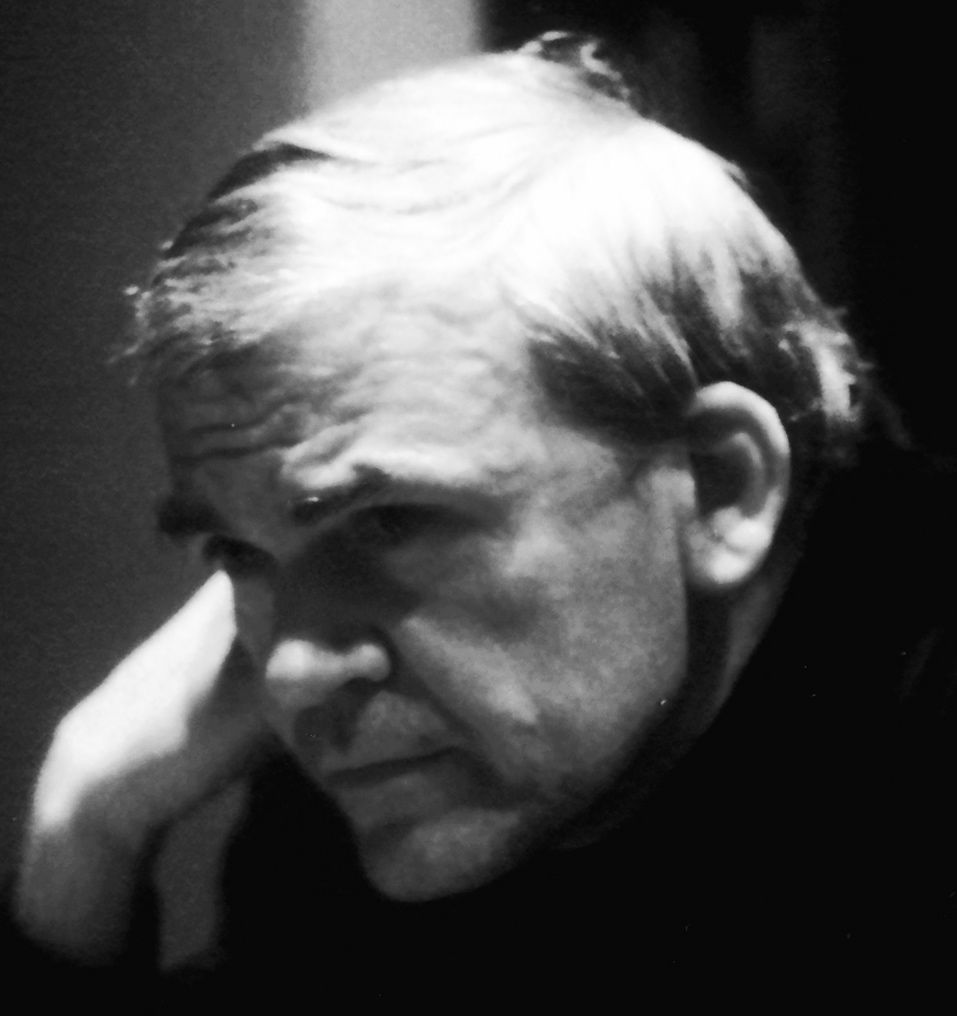
Milan Kundera byl světově nejúspěšnějším postmoderním autorem českého původu

V české literatuře začala postmoderní tvorba vznikat na přelomu 70. a 80. let. V této době byla vydána díla jako Vévodkyně a kuchařka (1983) Ladislava Fukse (1923–1994) či rané romány Milana Kundery (narozen 1929) a Pavla Kohouta (narozen 1928). Kundera posléze pronikl do evropských a amerických bestsellerových žebříčků zejména díky románům Nesnesitelná lehkost bytí (francouzsky 1984, česky 1985), Nesmrtelnost (francouzsky 1990, česky 1994) a dalším úspěšným titulům. Ke Kunderovým strategiím patří kombinace románového vyprávění s esejovitostí, užití autorského vypravěče, jenž komentuje děj nebo do něj dokonce vstupuje, a užívání postav nikoliv primárně jako psychologizovaných osob, nýbrž jako reprezentantů dílčích motivů, myšlenek a obrazů.

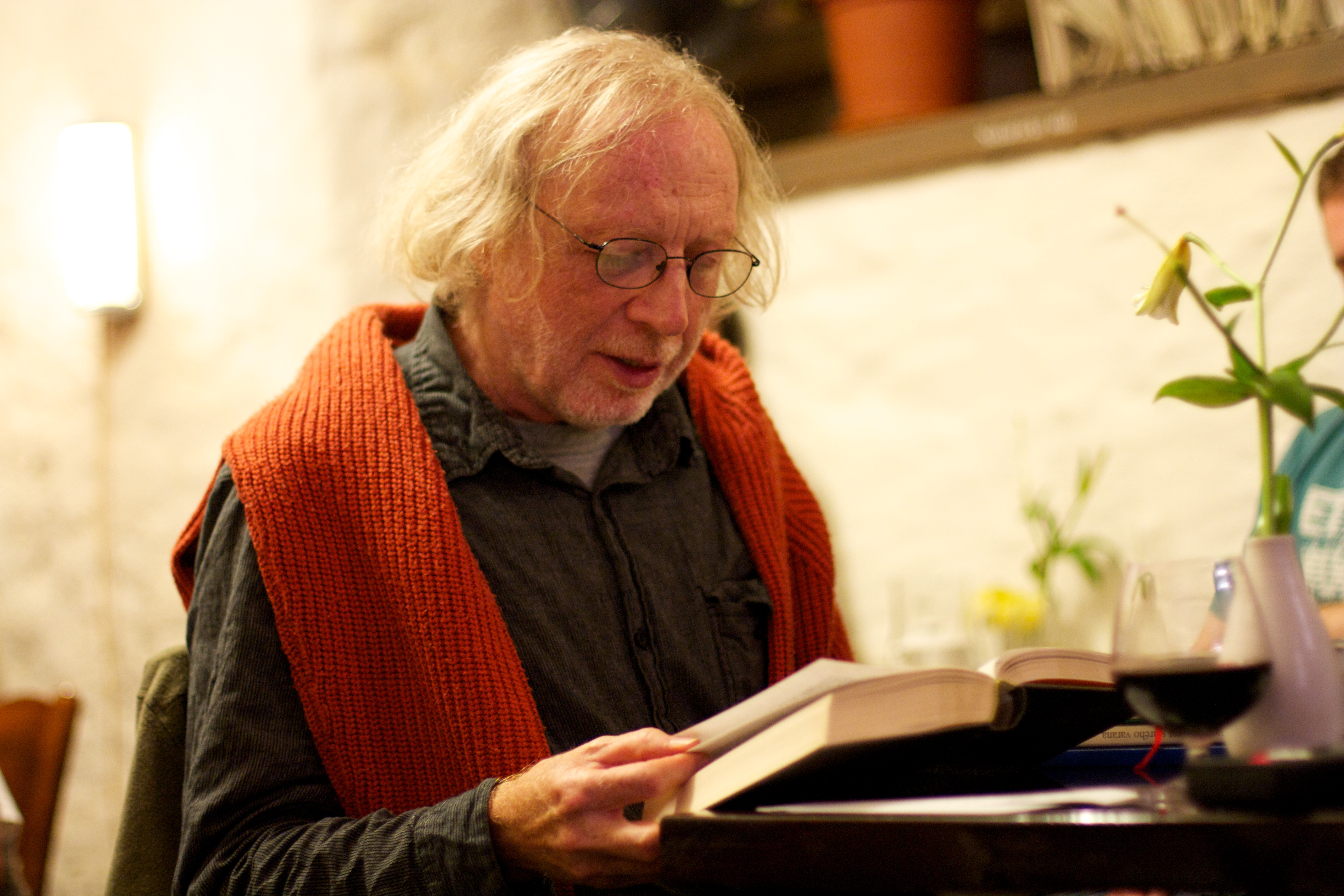
Michal Ajvaz, český filosof a autor fantastických postmoderních próz, snímek z roku 2012

K nejvýznamnějším českým postmoderním spisovatelům patří také Jiří Kratochvil (narozen 1940), autor netradičně konstruovaných příběhů v duchu magického realismu, často hravých, parodických a upozorňujících na svou smyšlenost; stylově ve svých textech spojuje prvky vznešeného jazyka s jeho vulgární vrstvou a brněnským hantecem. Prosadit se mohl až v 90. letech, kdy si získal oblibu především trojicí románů Medvědí román (dokončeno 1985, samizdat 1988), Uprostřed noci zpěv (1992) a Avion (1995). Sofistikované magické prózy plné fantastických motivů, překvapivých proměn, dvojnictví a narážek vycházejících z důkladné znalosti literární tradice tvořila také Daniela Hodrová (narozena 1946). Na utváření české postmoderny měl dále vliv literární vědec a sémiotik Vladimír Macura (1945–1999), přinášející v historických románech pohled na českou minulost a národní mýty, a především Michal Ajvaz, pisatel fantastických, imaginativních a současně filosoficky bohatých próz, jako je román Druhé město (1993) nebo diptych Tyrkysový orel (1997).
Experimenty či hry s jazykem a literárními žánry reprezentuje v české literatuře především Jan Křesadlo (1926–1995) a jeho romány jako dystopická Fuga trium (1985) nebo veršovaná Astronautilía (1995); v jeho textech se odráží profese psychologa, ale také zájem o sexuální deviace, klasickou filologii a hudbu. K hravé postmoderně patří rovněž skládačkové texty Petra Rákose a Zuzany Brabcové a díla dalších tvůrců jako Vít Kremlička, Jan Antonín Pitínský, Petr Hrbáč či Petr Stančík. Čtivé texty ironicky využívající a obracející vyprávěcí vzorce vydávali kromě Fukse a Kundery také komerčně úspěšný Michal Viewegh (narozen 1962), známý v první řadě románem Báječná léta pod psa (1992), Jan Jandourek (narozen 1965) či autor satirických próz Bohuslav Vaněk-Úvalský (narozen 1970). K subverzivnímu a revoltujícímu typu postmoderny se přihlásili především spisovatelé vyrůstající z undergroundových kořenů – Jáchym Topol, autor úspěšné Sestry (1994), nebo Václav Kahuda (narozen 1965). Feministické prvky se objevily u Alexandry Berkové (1949–2008) a Terezy Boučkové (narozena 1957), zatímco důraz na ekologii v některých textech Miloše Urbana (narozen 1967), zejména v Sedmikostelí (1998) a Hastrmanovi (2001).

### Spojené státy americké

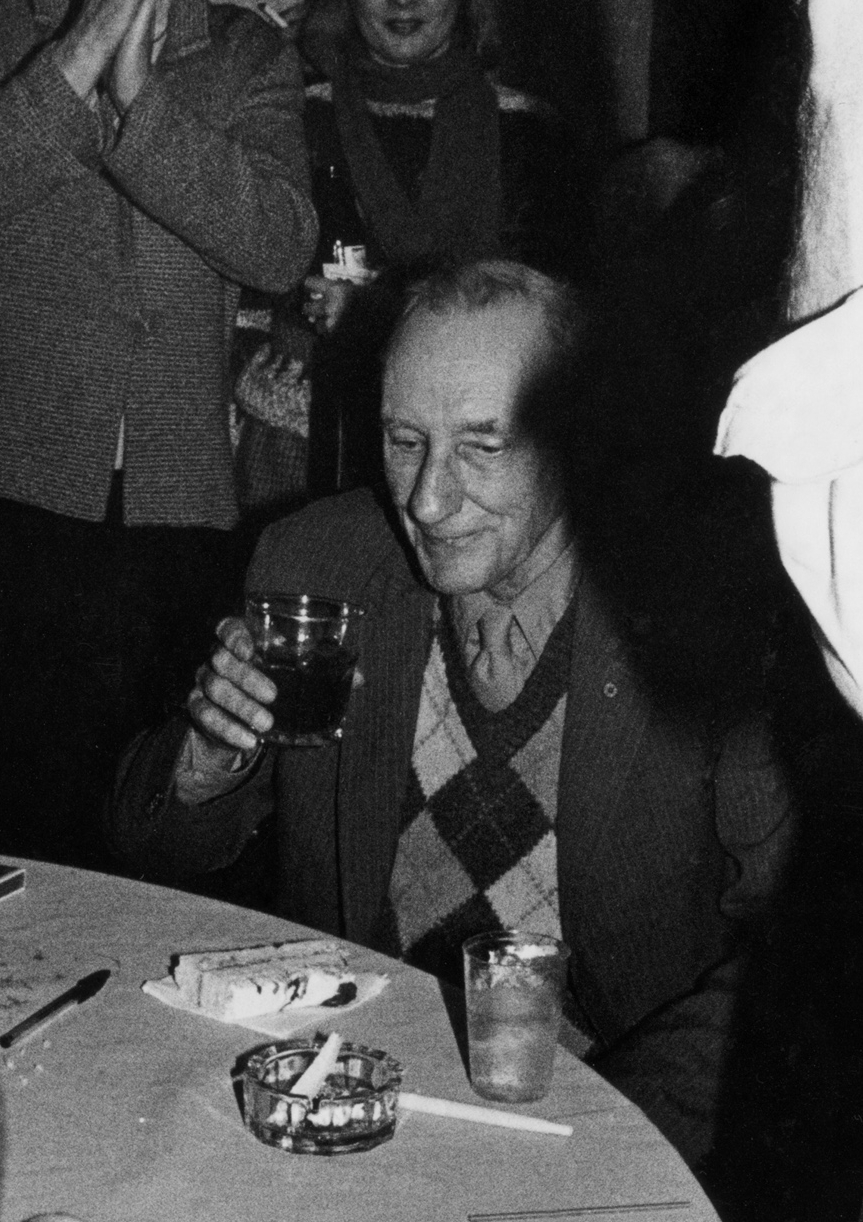
William Seward Burroughs, jeden z průkopníků americké literární postmoderny, na snímku z roku 1983

Přestože je postmodernismus kosmopolitním směrem a významní postmoderní autoři se vynořili v různých světových literaturách, jsou Spojené státy často vnímány jako velmoc postmodernismu, a to především vzhledem ke značnému množstvích tamních tvůrců. V prostředí americké literární vědy se také pojem postmodernismu jako první prosadil. Jeho užívání zde rozšířili především Ihab Hassan (1925–2015) a Leslie Fiedler (1917–2003).
Ačkoliv postmoderní literatura v pravém slova smyslu začala vznikat až v 60. letech, je možné v americké kultuře vysledovat kořeny tohoto typu psaní již ve 40. a 50. letech, zejména u pozdně avantgardních básníků a u příslušníků Beat generation. K raným reprezentantům amerického postmoderního písemnictví, kteří z tohoto prostředí vyšli a následně pomohli utvářet literární postmodernu, se řadí především William Seward Burroughs (1914–1997). Inovativní přístup k psaní, k němuž patřila mimo jiné i metoda střihu, uplatnil především v radikálně fragmentarizovaném románu Nahý oběd (1959) a v experimentální trilogii Nova, tvořená romány Hebká mašinka (The Soft Machine, 1961), Lístek, který explodoval (The Ticket That Exploded, 1962) a Nova Express (1964). S kontrakulturou 60. let byl spojen Richard Brautigan, uplatňující ve svých románech, jako V melounovém cukru (In Watermelon Sugar, 1968) nebo Willard a jeho kuželkářské trofeje (Willard and His Bowling Trophies, 1975), snovou poetiku a prvky černého humoru.

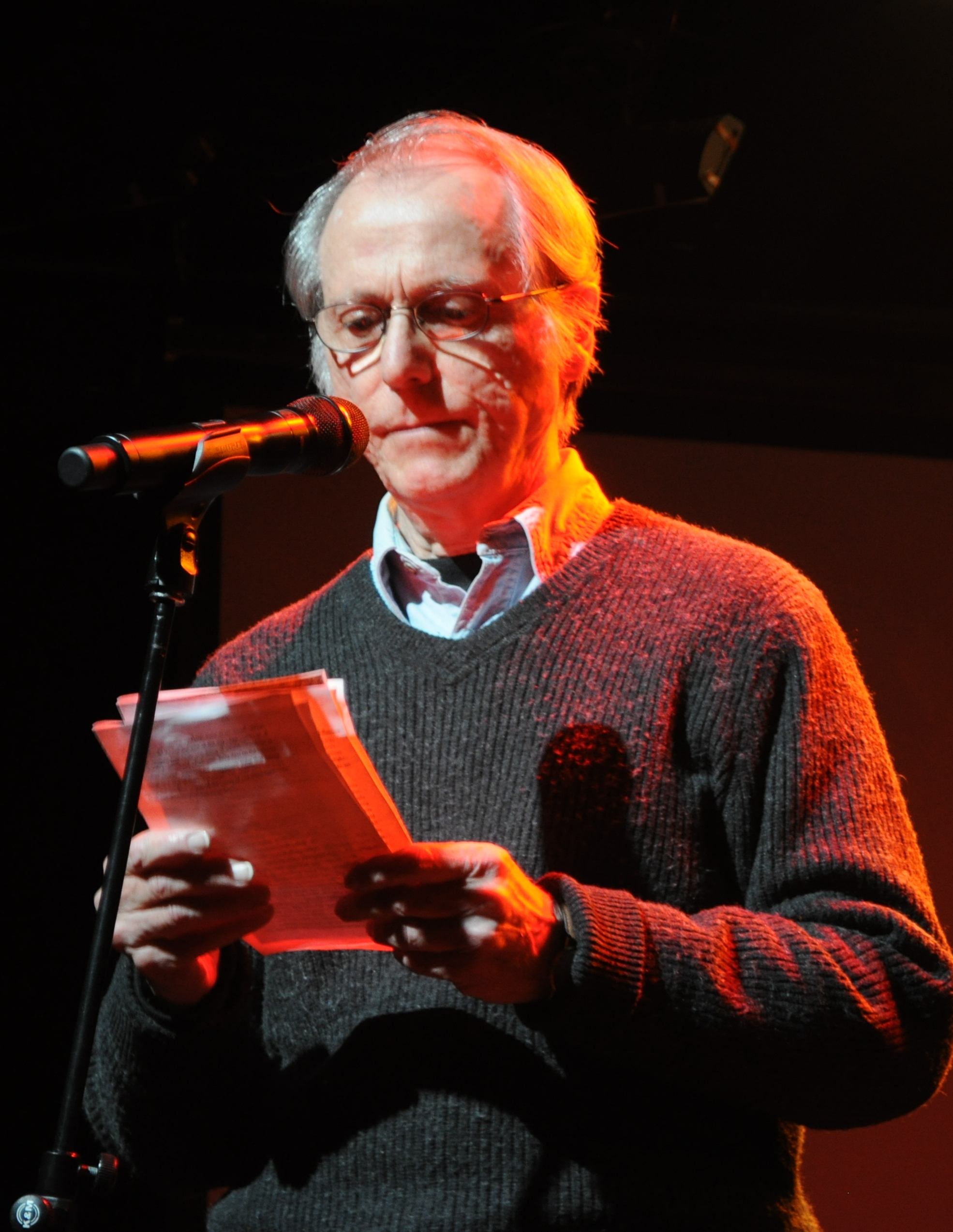
Don DeLillo, jeden z nejvlivnějších amerických postmodernistů, fotografie z roku 2011

K nejuznávanějším americkým postmoderním spisovatelům pak patří Thomas Pynchon (narozen 1937) a John Barth (narozen 1930). Pynchon se proslavil jako autor „paranoidních“ románů, k čemuž přispěla také jeho stylizace do tajemného spisovatele vyhýbajícího se veřejnosti. Jeho knihy, k nimž patří prózy jako V. (1963), Dražba č. 49 (1966) nebo Duha gravitace (1973), popisují obvykle svět na pokraji apokalypsy, ohrožovaný konspiracemi; využívají přitom složitých sítí znaků a vzájemného zrcadlení motivů. John Barth naproti tomu využil především možností, které skýtá napětí mezi čtenářem, postavou, vypravěčem, jakož i mezi textovým a mimotextovým světem – jeho texty a postavy, jež v nich vystupují, ustavičně komentují samy sebe. Známý je také důrazem na jazyk a jeho roli při vytváření pohledu na svět. K Barthovým nejdůležitějším dílům patří povídková sbírka Lost in the Funhouse (Ztracen v lunaparku, 1968) nebo román Letters (Dopisy, 1979), v němž si píše dopisy sedm hrdinů Barthových předchozích próz. Mezi nejdůležitějšími tvůrci bývá jmenován také William Gaddis (1922–1998), ačkoliv je zejména oproti Pynchonovi méně obecně známý. Jeho klíčovými romány byly The Recognitions (Recognitiones, 1955) a JR (1975).
Donald Barthelme (1931–1989) obohatil americké postmoderní písemnictví řadou povídek a románů čerpajících z estetiky útržků a fragmentů, formálně elegantních a vynalézavých textů, které tematizují samy sebe. K jeho známějším dílům patří Sněhurka (Snow White, 1967) nebo Mrtvý otec (Dead Father, 1975). Podobnou zálibou v bizarních krajinách svých fikčních světů se vyznačoval také John Hawkes (1925–1998), na rozdíl od jazykového Barthelma fascinovaný obrazností; opakující se scény a děje zasazoval do světa rozkladu, zla a černého humoru. Svá snová prostředí předvedl například v románech Travesty (Travestie, 1967) nebo Virginia (Virginie, 1982). Humorné romány v postmoderním duchu tvořil Thomas Berger (1924–2014), autor parodického zpracování detektivního příběhu, utopického románu či rytířského románu o králi Artušovi. Za jeho nejlepší dílo je považován Little Big Man (Malý velký muž, 1964), zachycující chvástavá vyprávění Jacka Crabba o Divokém západě. Nové pojetí tradičních látek představil také John Gardner (1933–1982); jeho prvním románem byl Grendel (1971), zachycující příběh eposu Beowulf z pohledu antagonisty, nestvůrného obra Grendela.
Část amerických postmodernistů tvořili přistěhovalci z jiného státu – z Francie pocházel Raymond Federman (1928–2009), z Polska Jerzy Kosiński (1933–1971), z Rakouska Walter Abish (narozen 1931). Abishův přístup k literatuře prozrazuje jeho blízkost k francouzskému novému románu; například ve svém prvním románu, Alphabetical Africa (Abecední Afrika, 1974), začínají v první kapitole všechna slova na A, ve druhé na A nebo B, ve třetí na A, B nebo C a podobně.

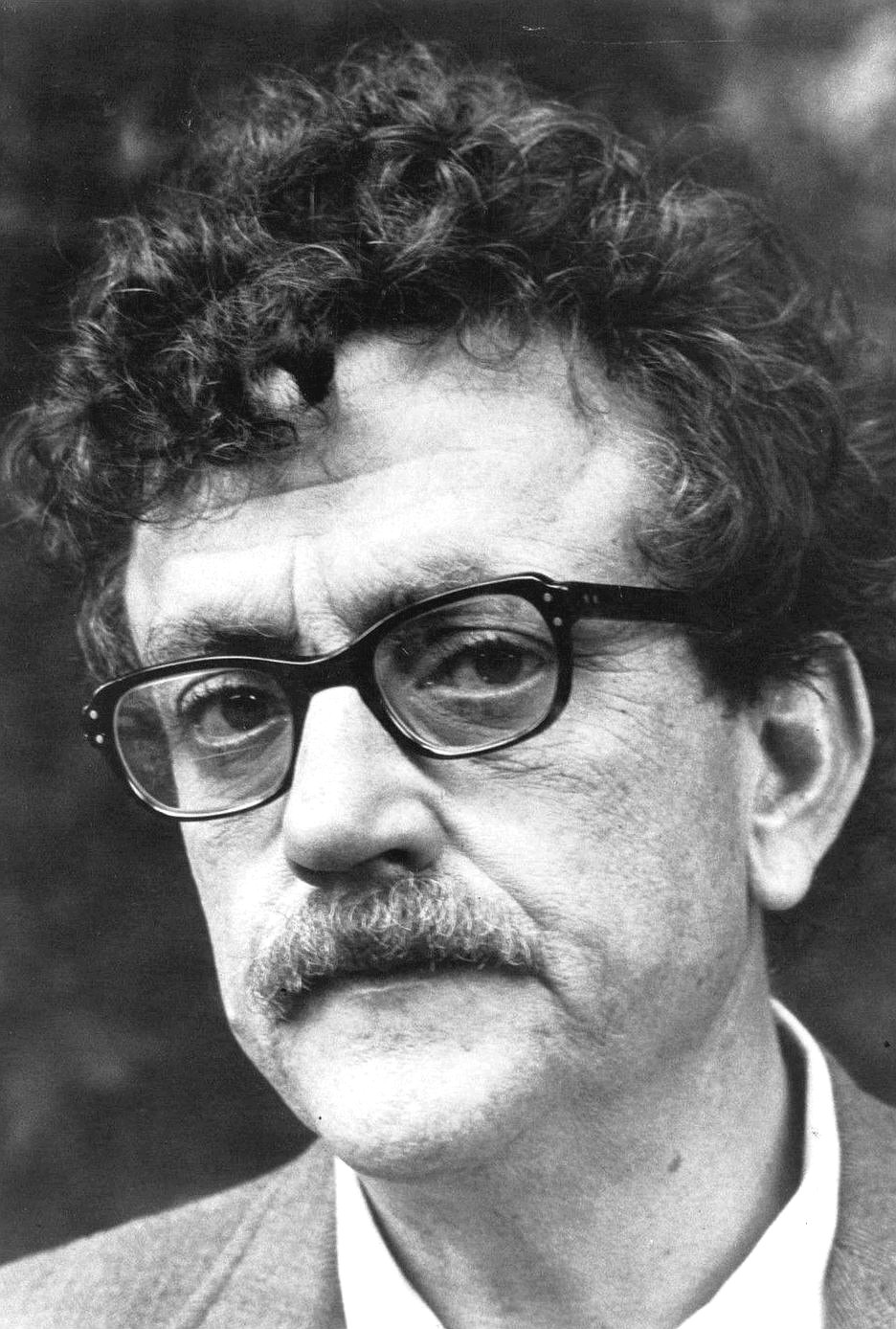
Kurt Vonnegut ve svých postmoderních textech využíval také vědeckofantastických prvků, snímek z roku 1972

Snahou o demýtizaci historie a zpochybňováním její oficiální podoby proslul Edgar Lawrence Doctorow (1931–2015). Ve svých románech jako Kniha Danielova (The Book of Daniel, 1971) nebo Ragtime (1975) nechal vystupovat reálné historické postavy ve smyšlených situacích a uplatnil také značnou míru intertextuality. Don DeLillo (narozen 1936) se v románu Prašivý pes (Running Dog, 1978) a mnoha svých dalších dílech pokusil o zmapování dobové americké kultury, zachycení postmoderního chaosu a marných snah o jeho zpřehlednění, ale také o zkoumání otázek jazyka nebo popsání násilí a terorismu jako vlivných společenských fenoménů. Paul Auster (narozen 1947) se ve svých prózách věnoval otázkám literární fikce a metafikce, psaní literatury a hledání smyslu ve světě – mimo jiné využíváním postav detektivů nebo spisovatelů, včetně Austera samotného jako literární postavy. K jeho nejdůležitějším dílům patří Newyorská trilogie inspirovaná drsnou školou a tvořená novelami Skleněné město (City of Glass, 1985), Duchové (Ghosts, 1986) a Zamknutý pokoj (The Locked Room, 1986).

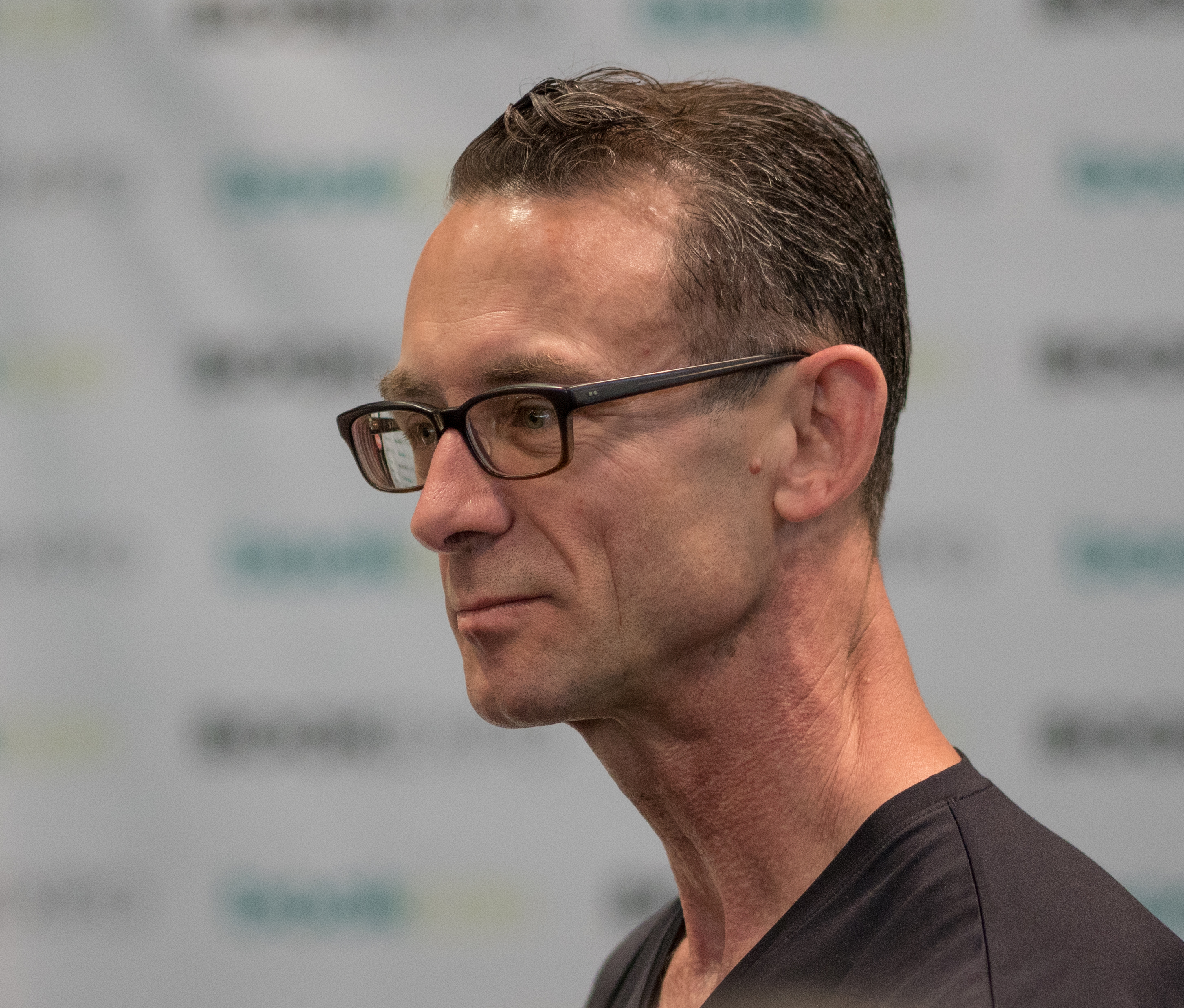
Chuck Palahniuk, představitel mladší generace postmodernistů, na fotografii z roku 2018

V období postmodernismu vstoupila do hlavního literárního proudu rovněž science fiction: základní kameny postmoderní vědeckofantastické tvorby položili zejména Kurt Vonnegut (1922–2007), autor Jatek č. 5 (1969) a dalších románů, Philip K. Dick (1928–1982), známý především románem Sní androidi o elektrických ovečkách? (1968) a Samuel R. Delany (narozen 1942). Nově vzniklý kyberpunkový žánr reprezentovali William Gibson (narozen 1948), Bruce Sterling (narozen 1954), Pat Cadiganová (narozena 1953), Neal Stephenson (narozen 1959) a další.
K dalším významným americkým postmoderním autorům prózy patří Kathy Ackerová (1947–1997), Robert Coover (narozen 1932), William Gass (1924–2017), Steve Katz (narozen 1935), Joseph McElroy (narozen 1930), Ishmael Reed (narozen 1938), Gilbert Sorrentino (1929–2006) či Ronald Sukenick (1932–2004). Kromě experimentálních textů bývají ovšem někdy k postmodernismu řazeny také vypravěčsky minimalistické texty Flannery O'Connorové (1925–1964), Raymonda Carvera (1938–1988), Ann Beattieové (narozena 1947) a dalších. Od 90. let se k nejvýraznějším osobnostem zařadil především Chuck Palahniuk (narozen 1962), ale i další tvůrcové jako Mark Amerika (narozen 1960), Cris Mazzaová (narozena 1956), Williams T. Vollmann (narozen 1959), David Foster Wallace (1962–2008), Mark Leyner (narozen 1956), Ben Marcus (narozen 1967) a Mark Z. Danielewski (narozen 1966); tyto nové vlny autorů bývají někdy označovány již za post-postmodernismus.
Americkou postmoderní poezii představují různé experimentální poetické školy a sdružení básníků. Přechod od pozdní avantgardy k postmoderně tvoří Newyorská škola umění a s ní spojení básníci jako Frank O'Hara (1926–1966) či John Ashbery (1927–2017), kteří v americké poezii rozvolnili hranice mezi literární a popkulturní tvorbou a rozšířili používání pastiše a intertextových aluzí. Na ně pak navázali mezi jinými language poets, zaměřující se především na slova jazyka jako materiál, na znakovou podstatu jazyka a zdůrazňování vlivu lingvistických struktur na lidské myšlení. K jejich předním reprezentantům patřili Clark Coolidge (narozen 1939) a Jackson Mac Low (1922–2004). Mezi výrazněji politicky zaměřenými básníky lze jmenovat Boba Perelmana (narozen 1947) a Bruce Andrewse (narozen 1948). Nejdůležitějšími básnířkami language poetry se staly Lyn Hejinianová (narozena 1941) a Susan Howeová (narozena 1937).